# نوء برمودا
نوء برمودا (Pterodroma cahow) هو طائر نوّ نعري. يُعرف عادةً في برمودا باسم «كاهاو cahow» ، وهو اسم مشتقّ من صرخاته المخيفة. هذا الطائر البحري ذو النشاط الليلي هو الطائر الوطني لبرمودا، ويمكن ملاحظة صورته على عملتها. ويُعتبر ثاني أندر طائر بحري على كوكب الأرض، ويرمز للأمل في الحفاظ على الطبيعة. هذا الطائر معروف بجسمه متوسط الحجم وأجنحته الطويلة. يتميّز بتاج وياقة سوداء رمادية، والسطح العلوي من أجنحته ذو لون رمادي غامق وكذلك الذيل، والجزء السفلي لونه أبيض، الجزء السفلي من الجسم أبيض بالكامل.
على مدى 300 عام، كان يُعتقد أن هذا الطائر قد انقرض. كان اكتشاف ثمانية عشر زوجاً من أعشاشه عام 1951 أمراً مثيراً. ألهم هذا الأمر الكتّاب، وأنتج حولها فيلمين وثائقيين. ساعد برنامج وطني للحفاظ على الطيور في زيادة هذه الطيور المستعادة، لكن العلماء لا زالوا يعتقدون لتوسيع موطن تعشيشها في جزيرة نونستش.

## النظام الغذائي
يأكل طائر نوء برمودا السمك الصغير والقشريات كالحبّار والجمبري. كما تتغذى في الغالب في المياه الباردة. أكدت دراسات أجريت بين عامي 2009 و2011 أنها تتغذى على نطاق واسع في موقعين منفصلين بشكلٍ أساسي، خلال موسم «عدم التكاثر» (من يوليو إلى أكتوبر)، وذبين بين برمودا ونوفا سكوشا وكارولاينا الشمالية، وإلى شمال وشمال غربأرخبيل الأزور. تتيح غُدَد خاصة في منخرها أنبوبي الشكل تحمّل مياه البحر. تعمل هذه الغدد على تصفية الملح وإخراجه عن طريق العطس.

## التكاثر
كانت هذه الطيور وفير في جميع أنحاء الأرخبيل، لكن بسبب تدهور الموائل وغزو الثدييات، تضاءلت مناطق التعشيش الملائمة لها لتنحصر في أربع جزر صغيرة في منطقة كاسيل هاربر في برمودا، في المياة الدافئة التي يمر بها تيار الخليج، على بعد 650 ميلاً شرقي كارولينا الشمالية. يتكاثر نوء برمودا ببطء إلا أنه طيّار ممتاز. يزور اليابسة فقط للتعشيش وينفق معظم حياته كطائر بالغ في البحار المفتوحة، الممتدة من سواحل الولايات المتحدة وكندا شمال الأطلسي إلى مياه سواحل غرب أوروبا. بعد 3-4 سنوات يقضيها في البحر، يعود الذكور إلى جزر التعشيش لإنشاء الأعشاش.
موسم التكاثر يكون خلال شهري كانون الثاني (يناير) وحزيران (يونيو). تعشّش هذه الطيور في الجحور، وتختار تلك التي تكون في ظلام دامس فقط. تعود الإناث بعد قضاء 4-6 سنوات في البحار المفتوحة بحثاً عن رفيق. تضع الأنثى بيضة واحدة في الموسم الواحد. 40-50% من هذه البيض تفشل في الفقس. يحضن كلا الوالدين البيضة التي تستغرق بين 53-55 يوماً لتفقس، ويكون ذلك بين شهري أيار (مايو) وحزيران (يونيو). يتزاوج نوء برمودا على مدى الحياة ويعود إلى نفس العش كل عام.

## الحفاظ

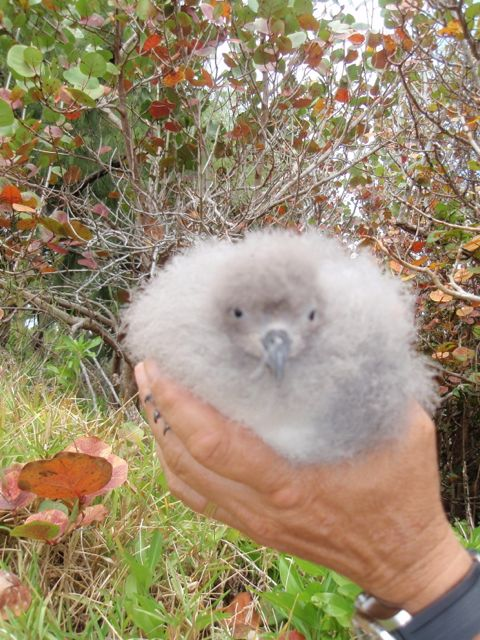
طائر النوء البرمودي أو فرخ الكاهو في جزيرة نونسوتش

كرّس ديفيد وينغيت حياته لإنقاذ هذا الطائر. بعد عدّة دراسات جامعية ومشاريع أخرى، أصبح وينغيت عام 1966 أول ضابط حماية في برمودا. عمل وينغيت على معالجة التهديدات المختلفة في جزر برمودا، بما في ذلك القضاء على الفئرات التي دخلت إلى جزر التعشيش والجزر المجاورة، ومعالجة المنافسة على مواقع التعشيش مع الطوير الأصيلة في المنطقة الأكثر عدوانية رئيس البحر أبيض الذيل، التي غزت حجور تعشيش النوء وقتلت ما يصل إلى 75% من الكتاكيت. تمّ تصميم وتركيب أغطية خشبية لمداخل الجحور مع فتحة بحجم الطائر ليتمكن من الدخول إلى الجحر من خلالها ومنعت الطيور الكبيرة من ذلك، حدّ هذا الإجراء من خسارة الفراخ بسبب الطيور الأخرى..[بحاجة لمصدر]
بدأ وينغيت بإحياء النظام البيئي في جزيرة نونستش، الواقعة بالقرب من جزء تعشيش نوء برمودا. كانت هذه الجزيرة قريبة من الصحراء بعد قرون من الإساءة والإهمال وتدمير الموائل.

## وصلات خارجية
- الموقع الإلكتروني الرسمي لجزيرة نونستش وبوابة البعثات
- بعثات مختبر كورنيل لعلم الطيور
- أركيف - images and movies of the Bermuda petrel (Pterodroma cahow)
- BirdLife Species Factsheet
  - BirdLife: "Cahows bounce back as Bermudians build burrows"
  - BirdLife: «الموئل الجديد لفراخ النوء»
  - BirdLife: "Cahow class of 2002 return to breed"
  - BirdLife: "Bermuda Petrel returns to Nonsuch Island (Bermuda) after 400 years"
- سجلات مكتبة الكونغرس
- Lucinda Spurling's documentary film website
- "New Light on the Cahow, Pterodroma Cahow" Report on the cahow rediscovery in 1951
- Gehrman, Elizabeth. Rare Birds: The Extraordinary Tale of the Bermuda Petrel and the Man Who Brought It Back from Extinction (Boston: Beacon Press, 2012).
- http://neotropical.birds.cornell.edu/portal/species/conservation?p_p_spp=700756
- sample from Lucinda Spurling's film Rare Bird, on YouTube
- http://www.oceanwanderers.com/BermudaPet.html
- http://www.mhhe.com/Enviro-Sci/CaseStudyLibrary/Topic-Based/CaseStudy_BermudaCahow.pdf
- Carlile، Nicholas؛ Priddel، David؛ Madeiros، Jeremy (2012). "Establishment of a new, secure colony of Endangered Bermuda Petrel Pterodroma cahow by translocation of near-fledged nestlings". Bird Conservation International. ج. 22: 46–58. DOI:10.1017/S0959270911000372. مؤرشف من الأصل في 2020-06-11.
- Madeiros، Jeremy؛ Carlile، Nicholas؛ Priddel، David (2012). "Breeding biology and population increase of the Endangered Bermuda Petrel Pterodroma cahow". Bird Conservation International. ج. 22: 35–45. DOI:10.1017/S0959270911000396. مؤرشف من الأصل في 2020-06-11.